# Lista concurenților de la Dansez pentru tine
| Sezon | Celebritate             | Notabilitate/Profesie                          | Partener                | Poziție | Sursă  |
| ----- | ----------------------- | ---------------------------------------------- | ----------------------- | ------- | ------ |
| 1     | Radu Ille               | Cântăreț de muzică populară                    | Lavinia Ghiță           | 8       | [ 1 ]  |
| 1     | Viorel Sipoș            | Cântăreț                                       | Alexandra Cristea       | 7       | [ 2 ]  |
| 1     | Raluca Arvat            | Prezentatoare de știri sportive                | Virgil Hudici           | 6       | [ 3 ]  |
| 1     | Ionuț Iftimoaie         | Kickboxer                                      | Monica Grosu            | 5       | [ 4 ]  |
| 1     | Anca Țurcașiu           | Actriță, cântăreață                            | Adi Drăgan              | 4       | [ 5 ]  |
| 1     | Cristina Rus            | Cântăreață                                     | Bogdan Negrea           | 3       | [ 6 ]  |
| 1     | Arsenie Toderaș         | Cântăreț                                       | Aliona Munteanu         | 2       | [ 6 ]  |
| 1     | Andra                   | Cântăreață                                     | Florin Birică           | 1       | [ 7 ]  |
| 2     | Dinu Iancu-Sălăjanu     | Cântăreț de muzică populară                    | Aurelia Grigore         | 8       |        |
| 2     | Maria Olaru             | Gimnastă                                       | Vlad Roșca              | 7       |        |
| 2     | Aurelian Temișan        | Cântăreț                                       | Cristina Căpățână       | 6       |        |
| 2     | Anda Adam               | Cântăreață                                     | Dumitru Drăgoi          | 5       |        |
| 2     | Dana Rogoz              | Actriță                                        | Ionuț Pavăl             | 4       |        |
| 2     | Elena Gheorghe          | Cântăreață                                     | Cornel Ogrean           | 3       |        |
| 2     | Smiley                  | Cântăreț                                       | Adriela Morar           | 2       |        |
| 2     | Victor Slav             | Prezentator de vreme                           | Carmen Stepan           | 1       |        |
| 3     | Costi Ioniță            | Cântăreț                                       | Marina Velle            | 8       | [ 8 ]  |
| 3     | Alina Crișan            | Cântăreață                                     | Vasile Niță             | 7       | [ 9 ]  |
| 3     | Adrian Tapciuc          | Actor                                          | Livia Cenan             | 6       | [ 10 ] |
| 3     | Corina Ungureanu        | Gimnastă                                       | Cristian Munteanu       | 5       | [ 11 ] |
| 3     | Randi                   | Cântăreț                                       | Alexandra Tomescu       | 4       | [ 12 ] |
| 3     | Andreea Bălan           | Cântăreață                                     | Petrișor Ruge           | 3       | [ 13 ] |
| 3     | Laura Cosoi             | Actriță                                        | Bogdan Boantă           | 2       | [ 14 ] |
| 3     | Cosmin Stan             | Reporter                                       | Doina Ocu               | 1       | [ 14 ] |
| 4     | Oana Nistor             | Cântăreață                                     | Vasile Roibu            | 8       | [ 15 ] |
| 4     | Daniela Gyorfi          | Cântăreață                                     | Cezar Spirescu          | 7       | [ 16 ] |
| 4     | Mihai Budeanu           | Cântăreț                                       | Claudia Furpass         | 6       | [ 17 ] |
| 4     | Delia Matache           | Cântăreață                                     | Ionel Petcu             | 5       | [ 18 ] |
| 4     | Ioana Ginghină          | Actriță                                        | Mihai Botezat           | 4       | [ 19 ] |
| 4     | Dan Bordeianu           | Actor                                          | Mirela Tiron            | 3       | [ 20 ] |
| 4     | CRBL                    | Cântăreț                                       | Marieta Sabiescu        | 2       | [ 21 ] |
| 4     | Alex Velea              | Cântăreț                                       | Cristina Stoicescu      | 1       | [ 21 ] |
| 6     | Florin Grozea           | Cântăreț                                       | Natalia Sandu           | 8       | [ 22 ] |
| 6     | Marius Urzică           | Gimnast                                        | Larisa Pleșca           | 7       | [ 23 ] |
| 6     | Vlad Miriță             | Cântăreț                                       | Ludmila Popazov         | 6       | [ 24 ] |
| 6     | Marius Nedelcu          | Cântăreț                                       | Alexandra Seleș         | 5       | [ 25 ] |
| 6     | Gina Pistol             | Model, actriță                                 | Vladimir Palamarciuc    | 4       | [ 26 ] |
| 6     | Pavel Bartoș            | Actor, prezentator de televiziune              | Luciana Muntean         | 3       | [ 27 ] |
| 6     | Alina Dumitru           | Judoka                                         | Denis Bolborea          | 2       | [ 28 ] |
| 6     | Giulia Anghelescu       | Cântăreață                                     | Andrei Ștefan           | 1       | [ 28 ] |
| 7     | Mihai Sturzu            | Cântăreț                                       | Felicia Sârbu           | 8       | [ 30 ] |
| 7     | Claudia Pavel           | Cântăreață                                     | Adrian Filote           | 7       | [ 31 ] |
| 7     | Gabriela Irimia         | Cântăreață                                     | Andrei Bivolan          | 6       | [ 32 ] |
| 7     | Cătălin Josan           | Cântăreț                                       | Andreea Stănescu        | 5       | [ 33 ] |
| 7     | Cristina Cepraga        | Actriță, model, VJ                             | Dan Hedeșiu             | 4       | [ 34 ] |
| 7     | Piticu                  | Cântăreț, dansator de breakdance               | Oana Dedeu              | 3       | [ 35 ] |
| 7     | Alin Oprea              | Cântăreț                                       | Roxana Al-Sanadi        | 2       | [ 36 ] |
| 7     | Monica Irimia           | Cântăreață                                     | Darius Belu             | 1       | [ 36 ] |
| 8     | Tania Budi              | Actriță                                        | Adrian Mureșan          | 8       | [ 37 ] |
| 8     | Kamara Ghedi            | Cântăreț                                       | Iulia Deliu             | 7       | [ 38 ] |
| 8     | Monica Columbeanu       | Fotomodel, fosta soție a lui Irinel Columbeanu | Andrei Vlad             | 6       | [ 39 ] |
| 8     | Radu Vâlcan             | Prezentator de televiziune, actor              | Elena Voscoboinic       | 5       | [ 40 ] |
| 8     | Andreea Mantea          | Fotomodel, prezentatoare de televiziune        | Daniel Lazăr            | 4       | [ 41 ] |
| 8     | Alina Chinie            | Cântăreață                                     | Ștefan Bamboi           | 3       | [ 42 ] |
| 8     | Liviu Vârciu            | Actor, cântăreț                                | Ilaria Cherloabă        | 2       | [ 43 ] |
| 8     | Jean de la Craiova      | Cântăreț de manele                             | Sandra Neacșu           | 1       | [ 43 ] |
| 9     | Doru Todoruț            | Cântăreț                                       | Emanuela Oprișan        | 8       | [ 44 ] |
| 9     | Ana Maria Ferentz       | Cântăreață                                     | Alexandru Gheciu        | 7       | [ 45 ] |
| 9     | Dragoș Bucurenci        | Activist, jurnalist                            | Elena Geru              | 6       | [ 46 ] |
| 9     | Diana Dumitrescu        | Actriță                                        | Adrian Stan             | 5       | [ 47 ] |
| 9     | Cătălin Botezatu        | Creator de modă                                | Liuba Savițchi          | 4       | [ 48 ] |
| 9     | Andreea Spătaru         | Prezentatoare de televiziune                   | Antonio dos Santos      | 3       | [ 49 ] |
| 9     | Iuliana Luciu           | Actriță                                        | Grigore Moldovan        | 2       | [ 50 ] |
| 9     | Cătălin Moroșanu        | Kickboxer                                      | Magdalena Ciorobea      | 1       | [ 50 ] |
| 10    | Jorge                   | Cântăreț, actor la Teatrul Național de Operetă | Liliana Mițu            | 8       | [ 51 ] |
| 10    | Doinița Oancea          | Actriță                                        | Claudiu Petrișor Apostu | 7       | [ 52 ] |
| 10    | Bogdan Vlădău           | Fotomodel                                      | Ana Maria Iordan        | 6       | [ 53 ] |
| 10    | Nicola                  | Cântăreață                                     | Ștefan Giurgea          | 5       |        |
| 10    | Răzvan Fodor            | Cântăreț, actor                                | Lena Rădulescu          | 4       |        |
| 10    | Paula Seling            | Cântăreață                                     | Tudor Moldoveanu        | 3       |        |
| 10    | Adela Popescu           | Actriță, cântăreață                            | Lică Alexandru          | 2       |        |
| 10    | Octavian Strunilă       | Actor                                          | Ella Dumitru            | 1       |        |
| 11    | Liviu Vârciu            | Actor, cântăreț                                | Mădălina Corduneanu     | 8       | [ 55 ] |
| 11    | Florin Piersic, Jr.     | Actor                                          | Alina Atodiresei        | 7       | [ 56 ] |
| 11    | Augustin Viziru         | Actor                                          | Aurora Tonea            | 6       | [ 57 ] |
| 11    | Corina Caragea          | Prezentatoare de știri sportive                | Ștefan Gheorghiu        | 5       | [ 58 ] |
| 11    | Gabriel Coveșeanu       | Actor, prezentator de televiziune              | Claudia Raea            | 4       | [ 59 ] |
| 11    | Roxana Ionescu          | Prezentatoare de televiziune                   | Ștefan Rebeja           | 3       | [ 60 ] |
| 11    | Lavinia Pârvă           | Cântăreață                                     | Decebal Negoiță         | 2       | [ 61 ] |
| 11    | Corina Bud              | Cântăreață                                     | Eduard Vasile           | 1       | [ 61 ] |
| 12    | Mircea Solcanu          | Prezentator de televiziune                     | Roxana Voina            | 8       | [ 62 ] |
| 12    | Alexandru Piscunov      | Toboșar (Zero)                                 | Cornelia Condeescu      | 7       | [ 63 ] |
| 12    | Andreea Ibacka          | Actriță, soția lui Cabral Ibacka               | Paul Păduraru           | 6       | [ 64 ] |
| 12    | Daniel Nițoiu           | Prezentator de știri                           | Alexandra Mareși        | 5       | [ 65 ] |
| 12    | Aylin Cadîr             | Actriță, cântăreață                            | Ovidiu Danci            | 4       | [ 66 ] |
| 12    | Pepe                    | Cântăreț                                       | Andreea Toma            | 3       | [ 67 ] |
| 12    | Catrinel Sandu          | Prezentatoare de televiziune                   | Ionuț Ionescu           | 2       | [ 67 ] |
| 12    | Cătălina Ionescu (Jojo) | Actriță, cântăreață                            | Ionuț Tănase            | 1       | [ 67 ] |